# Трищетинник колосистый
Трищети́нник колоси́стый (лат. Trisetum spicatum) — вид цветковых растений рода Трищетинник (лат. Trisetum).

## Распространение
Произрастает в Северной Америке, Евразии и Южной Америке. В Северной Америке растёт в северных районах, включая северные части США и большую часть Канады до Гренландии. Широко распространён на островах Канадского Арктического архипелага. 
Этот вид в изобилии произрастает в арктических и альпийских средах обитания, а также в горных районах в более южных регионах. 

## Ботаническое описание
Многолетнее травянистое растение, образующее кустики из прямостоячих стеблей высотой от нескольких сантиметров до одного метра. Узкие листья собраны по большей части у основания густо растущих стеблей. Соцветие — узкий колос длиной от нескольких см до 30—50 см. Колосья от зелёного до пурпурного или коричневого светлого цвета.

## Значение и применение
Хорошо поедается крупным рогатым скотом и лошадьми, хуже овцами. Листья содержат 184 мг % аскорбиновой кислоты.
Хорошо поедается северным оленем (Rangifer tarandus).

## Некоторые синонимы
- Aira subspicata L.
- Avena airoides Koeler
- Avena flavescens var. virescens Regel
- Avena flavescens f. virescens Regel
- Avena mollis Michx.
- Avena spicata (L.) B.Fedtsch.
- Avena squarrosa Schrank
- Avena subspicata (L.) Clairv.
- Avena tolucensis Kunth
- Avena virescens (Regel) Regel
- Briza toluccensis Kunth
- Calamagrostis falklandiae Steud.
- Calamagrostis subspicata (L.) Desv.
- Deyeuxia subspicata (L.) Desv.

С полным списком синонимом можно ознакомиться на сайте The Plant List.